# Музей оливкового дерева и оливкового масла
Музей оливкового дерева и оливкового масла — частный специализированный музей в собственности винодельни Лунгаротти (Cantine Lungarotti), находящийся в Торджано, в помещении бывшей маслобойни, функционировавшей до 1960-х годов. С помощью большой коллекции предметов прикладного искусства и собрания экспонатов, представляющих культурную ценность, музей демонстрирует технику производства оливкового масла и его традициональное использование, а также символическое значение оливковых деревьев и оливкового масла.

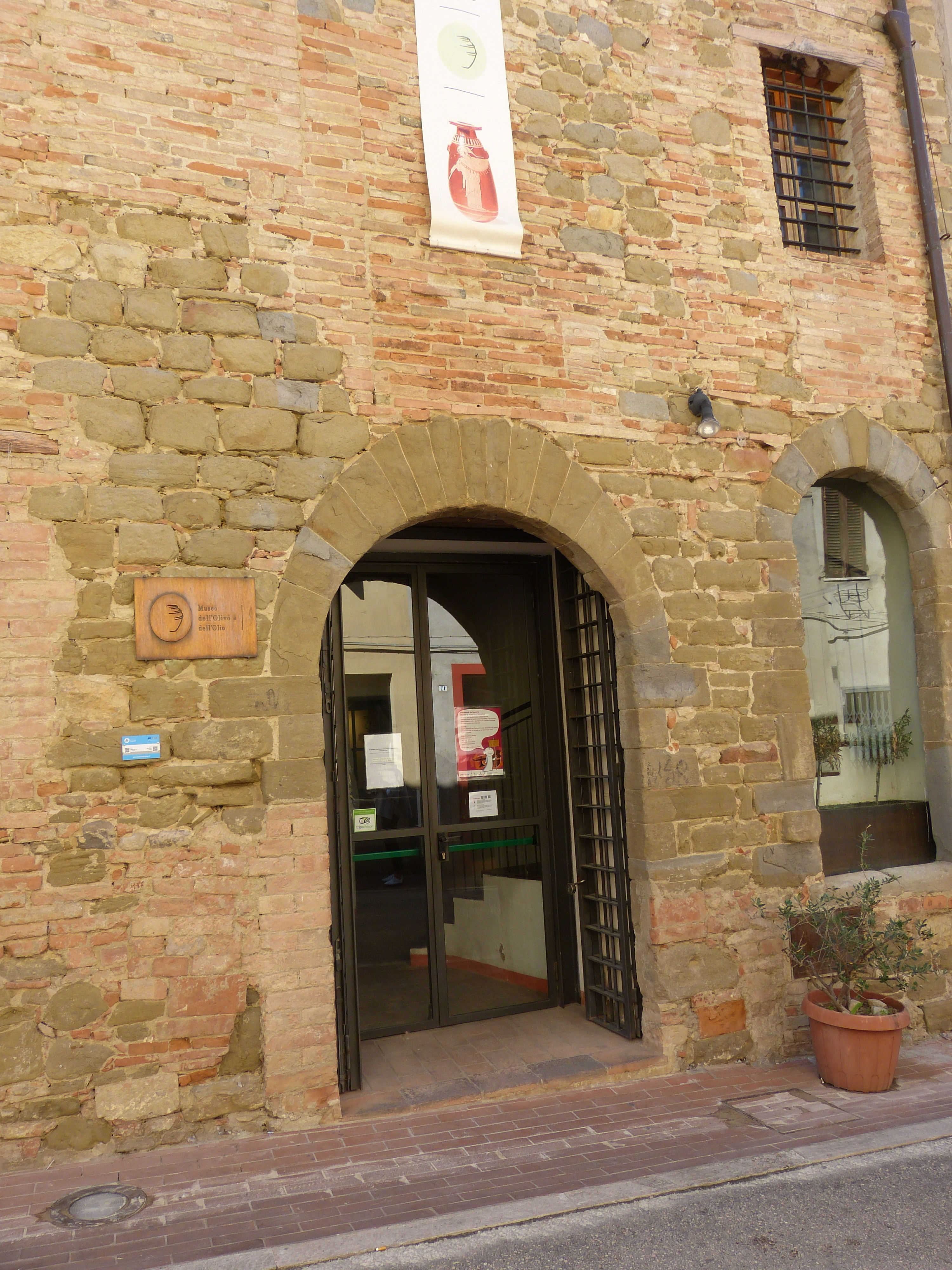
Музей оливкового дерева и оливкового масла

## История создания
Музей Оливкового дерева и оливкового масла был открыт для посещения в 2000 году и находится в ведении Фонда Лунгаротти. Вместе с Музеем вина в Торджано он включён в Систему Музеев Умбрии.

## Экспозиция
Ботанические описания различных видов оливковых деревьев Умбрии открывают экспозицию, которая демонстрирует ботанические характеристики растения, традиционную технику и инновационные системы сбора урожая.
В музее представлен жёрнов на конной тяге и большая маслобойня на водной тяге, а также документальные фотографии и дидактические схемы. Все это является свидетельством длительной эволюции систем выжимания масла. Экспозиция продолжается исследованием мифологии — в музее представлен краснофигурный алабастрон (ампула для эфирных масел), которая предположительно является творчеством вазописца Кузницы (ит., V в. до н. э.), изображает Афину, богиню, которая, в соответствии с мифологией, подарила человечеству оливковое дерево. Остальные археологические находки, представленные на выставке, демонстрируют действия Богини в области обустройства домашнего очага, в сельском хозяйстве, в морской и военной сферах. Секция, посвящённая пейзажам, хранит описи, бумаги и воспоминания, посвящённые Гран-турам: ежегодный праздник оливы в Умбрии оставил большое впечатление на путешественников — это пометки в записных книжках, описания или наброски местного пейзажа. Следующие залы демонстрируют традиционное использование масла: самое древнее использование — масло как источник света представлено коллекцией светильников преклассической эпохи и до неоклассицизма. Ритуальное использование оливковых деревьев и масла в иудействе, христианстве и исламе, его использование в питании, спорте, при приготовлении мазей и парфюмерной продукции, сфрагистике, ткачестве, работе по красному дереву и во многих других сферах деятельности раскрывают идею следующих выставочных залов. Комплекс символических значений, которые, через прямую связь с античностью, дают оливковому дереву и оливковому маслу божественное значение и магически-терапевтические силы представлены в последнем зале экспозиции.